# Mary Corylé
María Ramona Cordero y León (Cuenca, 21 de mayo de 1894-Cuenca, 7 de mayo de 1976), más conocida bajo su seudónimo literario Mary Corylé, fue una poetisa y escritora ecuatoriana.
Escribió veintitrés libros, varias letras para pasillos, cientos de crónicas periodísticas que son reconocidas por su cuestionamiento a los acontecimientos nacionales de su época. Fue considerada la mayor poetisa de su generación. Escribió importantes estudios de mujeres como Mariana de Jesús y Dolores Veintimilla. Fue también la fundadora de la Biblioteca Municipal de Cuenca. Su poesía exploró de manera constante la dualidad entre lo íntimo-espiritual-religioso y lo corporal-naturalista, lo que la ha llevado a ser considerada una precursora de la poesía erótica en Ecuador. Su obra se caracteriza por un material subversivo e íntimo. Su poesía, que fusiona elementos corporales y simbólicos, delicados y físicos, ha sido comparada con la obra de poetas como Julia de Burgos y Alfonsina Storni. A juicio de Víctor M. Rendón, su lírica apasionada y armoniosa la sitúa cercana a figuras como Gabriela Mistral.

## Biografía

### Primeros años

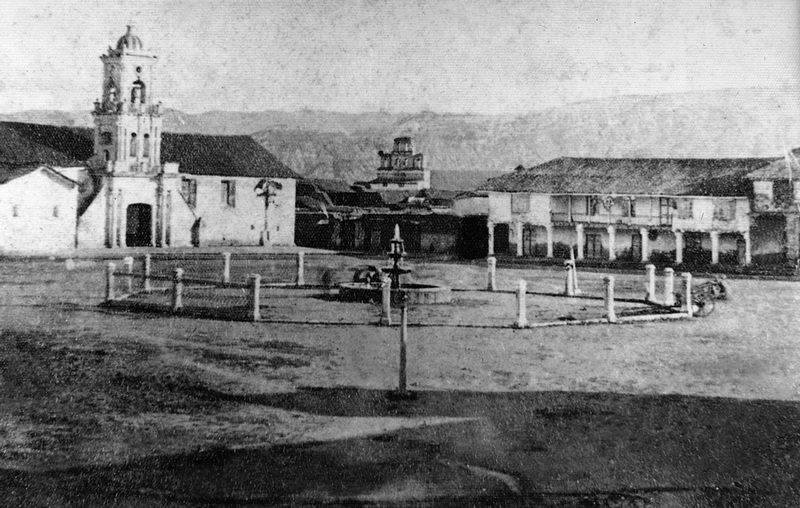
Catedral de Cuenca, 1890

María Ramona Cordero y León, conocida por su seudónimo Mary Corylé, fue una destacada intelectual ecuatoriana nacida en 1894 en el seno de una familia ligada a las letras. Hija de Benjamín Cordero y Ángeles León, creció y vivió su vida en la casa de sus padres, actualmente considerada patrimonio cultural de la ciudad de Cuenca. Fue además, sobrina nieta del expresidente Luis Cordero Crespo. Desde joven demostró una gran pasión por la creación, incursionando en la dramaturgia y consolidándose como escritora, poeta, narradora, periodista y pedagoga, colaborando con los principales diarios del país. Confrontó a importantes figuras de poder, como el presidente Velasco Ibarra, en defensa de una profesora embarazada.

### Inicios en la poesía
A pesar de vivir en una época de incipiente autonomía femenina, Mary Corylé aprovechó su entorno para desarrollar una vida plena. La adopción de su seudónimo, Mary Corylé, respondía a la necesidad de protección en una sociedad patriarcal, pero también a un ingenioso juego de palabras. Formó parte del consejo editorial del diario El Mercurio y a dirigió la biblioteca municipal, promoviendo encuentros literarios.
Mary Corylé se distinguió en la poesía femenina ecuatoriana por abordar temas de amor y erotismo con , como en su poema "Bésame", en contraste con la tradición que se centraba en la patria, la madre o la naturaleza. Publicó su primer poemario, "Canta la vida", en 1933 que sorprendió por su "audancia intimista". A pesar de no figurar en los cánones literarios ecuatorianos tradicionalmente centrados en autores masculinos, su ingenio poético ha suscitado un interés continuo en lectores contemporáneos. Su vida, dedicada a la literatura como una vía de realización personal y acceso al conocimiento, la apartó de las convenciones sociales de su época. Su poesía fue contemporánea a la de otros poetas cuencanos como Alfonso Moreno Mora y Remigio Romero y Cordero.  En relación con otras poetisas, su obra fue contemporánea a la de Aurora Estrada y Ayala, así como a la de Margot Reyna de Cartwright. A la segunda, influenciaría con su poema "Bésame" y haría un tributo con un poema homónimo que se publicaría en Sinfonía en Colores en 1965. A pesar de su temor a expresar abiertamente la totalidad del amor sexual en su poesía, una lectura atenta revela que Aurora Estrada, Margot Reyna de Cartwright y Mary Corylé presentaron el tema en un pequeño número de poemas a través del uso de símbolos. De hecho, sus poemas altamente simbólicos son más eróticos que los pocos ejemplos que los críticos generalmente han considerado eróticos. Cada poeta encubre la sensualidad de ciertos poemas en símbolos tradicionalmente utilizados en la literatura femenina, como el cáliz o cualquier recipiente para beber. Dado que las mujeres son vistas como fuertemente ligadas a la naturaleza, estas tres poetas también describen frecuentemente la sexualidad en términos de flores y jardines. Un ejemplo de este erotismo pasado por alto es "Soy tu tierra" de Mary Coryle, donde, empleando el simbolismo característico de la Madre Tierra denotando a la mujer, Coryle establece una comparación muy sugestiva para su amante.
Escribió además algunos pasillos como por ejemplo "Romance del Pasillo", "Ojos maternales". Además describió este género como música "dulce como la esperanza, hermoso como el idilio, suave como el primer beso, trémulo como un latido...". Por otro lado, defendió la melancolía en la música como una de las características importantes, por lo que debatió durante la década del treinta con el musicólogo Segundo Luis Moreno.

### Los ensayos y la narrativa

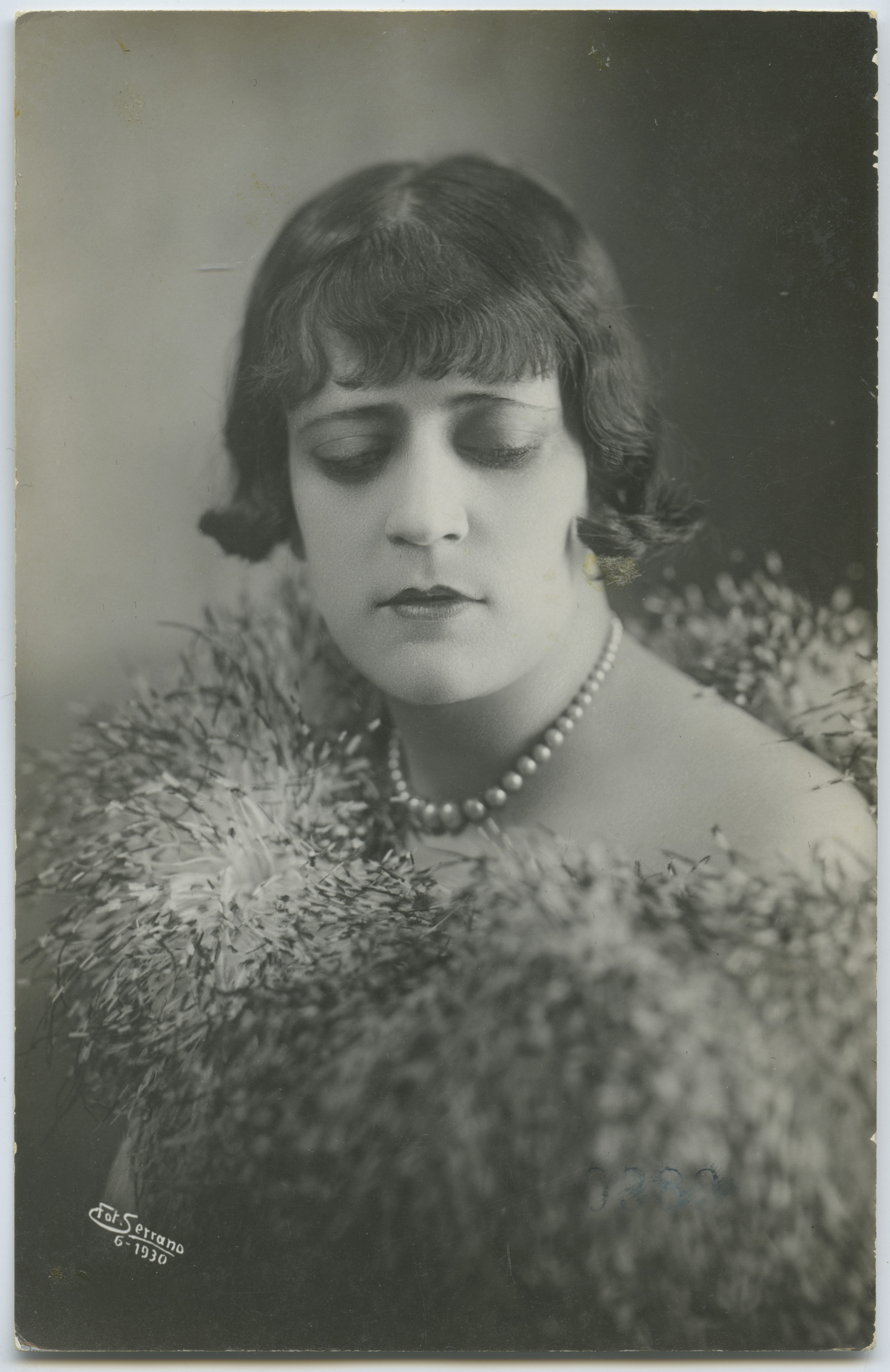
Retrato por Manuel J. Serrano

Por otro lado, también desarrolló la imagen de la mujer como mártir en la vida de la santa patrona de Quito, Mariana de Jesús, en su Romancero de la Florecica, y en Dotora Sancta Teresa, presenta la vida de la famosa mística Santa Teresa de Ávila. En su tratamiento poético de la vida de Mariana, Coryle ofrece al lector 17 cantos imitando el español antiguo. Los cantos describen a la santa durante etapas significativas de su existencia. Siguiendo el tema del autosacrificio, el Canto XII titulado "Las virtudes teologicas le asisten a la doncella" es una  representación del intento de una mujer por salvar a otros de la adversidad. Al principio del canto, se lee cómo Mariana, la Santa Virgen, con cilicio y penitencia, con oraciones y azotes, pidió a su Dios que no hundiera a su Quito, al que amaba tanto como a su propia Madre. Claramente, Mariana sentía tal devoción por su ciudad natal que estaba dispuesta a sufrir por los pecados de otros para que Dios no destruyera Quito. Su actitud de perdón hacia estos incrédulos que se burlan de la iglesia y sus doctrinas, junto con la leyenda que rodea su vida, la hacen aparecer como el epítome del amor desinteresado e incondicional. Así, una vez más, las mujeres ecuatorianas reciben el mensaje de que la mujer ideal o perfecta es abnegada. El énfasis de la cultura en la virtud de la abnegación, llevado al extremo, ejerce una presión indebida sobre la mujer para que cumpla con un estándar de perfección que es difícil e innecesario, y le enseña a ignorar sus propios deseos y necesidades.
Durante el inicio de la nueva narrativa ecuatoriana, publicó dos libros de cuentos Mundo pequeño en 1948 y Gleba en 1952, donde revela su compromiso social al dar voz a los marginados desde su posición aristocrática. En "Mundo Pequeño", a través de diálogos y escenarios rurales, indígenas y humildes, explora temas de infancias desdichadas, la animalidad como reflejo de la crueldad humana, la denuncia social y las tradiciones religiosas. Por otro lado, "Gleba" muestra una prosa más madura dirigida a un público adulto, superando el melodrama y profundizando en la realidad del mestizo, el indígena y la mujer, denunciando el machismo y la violencia rural. Gleba fue descrito por la autora como "vidas humildes, desconocidas, miserables. Hombres justos y hombres perversos; respetables y ridículos; simples y complicados hijos de la tierra y enemigos de ella." Aunque sin continuidad narrativa, ambos libros evidencian la evolución de Corylé como escritora, influenciada por el realismo social pero innovadora en su narrativa y lenguaje, anticipando nuevas formas de expresión literaria en el contexto ecuatoriano de la segunda mitad del siglo XX. Corylé, no se casó nunca y no se conoce de algún novio o amante. Tampoco tuvo hijos y consagró su vida a trabajar, escribir y cuidar de su madre y hermano. Falleció en 1976 y su sepultura se encuentra en el Cementerio Patrimonial de Cuenca. Una selección de su obra se publicó por el Fondo de Cultura Ecuatoriana bajo el título "Poesía y relato", de manera póstuma en el año 1994.

## Recepción de su obra
La poesía de Corylé explora de manera constante una dualidad entre lo íntimo-espiritual-religioso y lo corporal-naturalista. Considerada una precursora de la poesía erótica en Ecuador, su obra se caracteriza por un material subversivo e íntimo, donde la imaginación juega un papel central en la expresión del sentimiento amoroso-erótico. Su poesía fue reconocida de manera inmediata y sus escritos incluidos en importantes antologías. Una de ellas la Antología de poetas ecuatorianos del Grupo América donde se recogieron poemas como "Cibdad Romance", "Epifanía", "Bésame", "Dolor", "Mi Canto es América", y "Pobre Casita abuela" y se destaca a la poeta por la exaltación intimista, la interpretación del paisaje, por su estilo armonioso y clásico del romance legendario; además de su virtud artística criollizante. Marcada por la influencia de la poeta quiteña Dolores Veintimilla de Galindo, Corylé reivindicó en su obra los ideales de equidad e igualdad, estableciendo un vínculo literario y afectivo con Veintimilla. Su poesía, que fusiona elementos corporales y simbólicos, delicados y físicos, ha sido comparada con la obra de poetas como Julia de Burgos y Alfonsina Storni. Además, a juicio de Víctor M. Rendón, la lírica apasionada y armoniosa de Corylé la sitúa cercana a figuras como Gabriela Mistral. Junto a ella, otras mujeres ecuatorianas como la escritora de corte filantrópico Zoila Ugarte de Landivar, la poeta y novelista María Natalia Vaca de Flor, y la educadora y concejala Amarilis Fuentes Alcivar, fueron las principales voces femeninas de finales del siglo XIX y la primera mitad del siglo XX.
A juicio de Remigio Romero y Cordero:

Toda la obra de Mary Corylé, su múltiple y honda obra, puede sintetizarse en esta sola omnicomprensiva palabra: AMOR... Amor por el amor y amor por el dolor, amor por la vida, sobre todo, porque la vida es bella en sus manifestaciones esenciales y son los hombres malos quienes enturbiaron sus castas desnudeces de agua clara... Amor, amor, amor, amor, como la llama de la rosa, como la llama de los labios, como la llama de la santa rebeldía, como la divina llama del alma... Ella comprendió de toda comprensión traer el fuego a los humanos y sus hermanos dioses, por tan bellísimo delito le condenaron al martirio de la roca... El Poeta trae fuego al mundo y con él ha de quemarse y ha de quemar, y con él ha de destruir la propia cárcel de arcilla, que es la simbólica roca, la cárcel impenetrable en apariencia de los corazones de los hombres. Mary Corylé ha traído un fuego supremo que es lo mismo la llama de la rosa que besa la mañana o la llama que besa la noche humana.
Presencia de la poesía cuencana, Mary Corylé

A juicio de Alfonso Rumazo González, Corylé es la mejor poetisa de su generación:

Mary, cuerpo espiritual como Juana de América, voz del amor poseído, canto de la comunidad creadora y de las juventudes desbordantes, aleteo de caricias y ávida de besos, fue sin duda la más amada poetisa ecuatoriana, por lo mismo, la mejor. [...] La obra estética de esta gran poetisa cuencana, tan próxima por la sangre y tan alejada por el verso, y quizás por la vida, del enorme Remigio Romero y Cordero, significa la donación divina de la feminidad anhelante. Su nota habitual es el "canto del amor pleno"; su vibración es optimismo, sus apasionamientos, violencia suprema. La artista se hace desear en sus cantos; el hermetismo de su pudor descubierto florece en una poesía de intimidad supraterrena. Las sinrazones del prejuicio social y la falsía de las sinceridades aparentes van rodando desgajadas en peregrinación al olvido; del recato nacen las altiveces, de la injuria brotan espumantes las ternuras, y siempre, al final de la canción, caen dulcemente los pétalos de los ojos sobre la paz de un ensueño nuevo.
Siluetas Líricas - Alfonso Rumazo González

## Obras

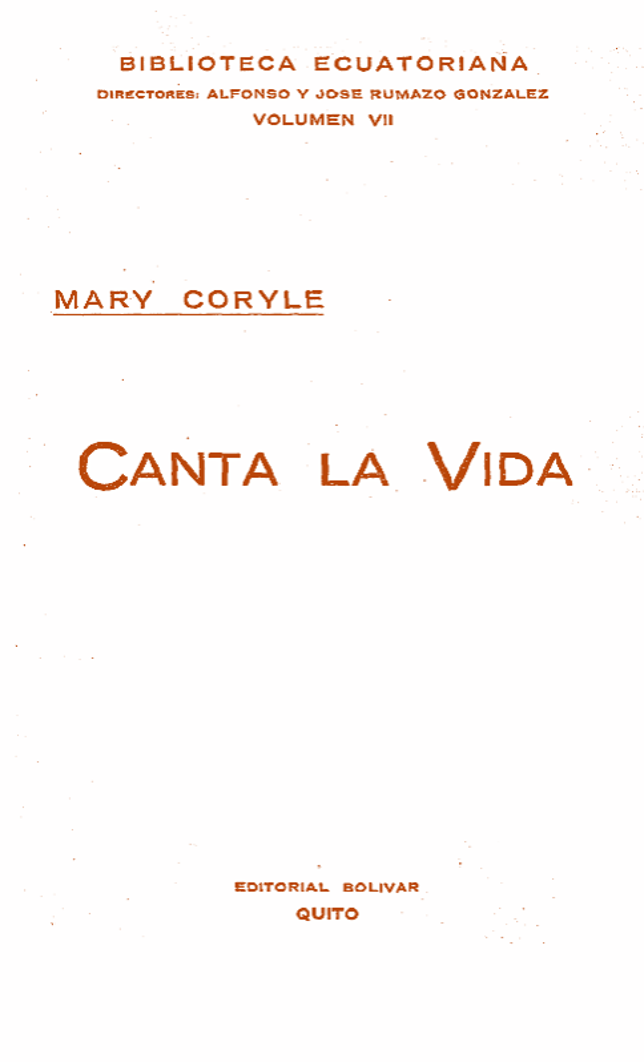
Poemario "Canta la vida" por Mary Corylé, editado por José Rumazo González y Alfonso Rumazo González como parte de la Biblioteca Ecuatoriana de la "Editorial Bolívar"

### Poesía
- Canta la vida (1933)
- La Pancha (1933)

- Pobre Chapita (1933)
- Padre (1934)
- El mío romancero (1945)
- Romancero de la Florecíca (1946)
- Romances fechos laureles (1952)
- Aguafuertes (1954)
- Nuestra Cuenca de los Andes. Romancero (1957)
- Así nacieron los jembes (colibríes) (1965)
- El cóndor del Aconcagua (1964)
- Romancero de Bolívar (1971)
- Romance del amor cañari (1974)
- Alma de los ríos cuencanos (1974)
- Del soneto inmortal (1977)
- Cantos de amor a Cuenca (1982)

### Novelas
- Mundo pequeño (1948), 188 pp.
- Gleba (1952)

### Ensayo
- Tres mujeres máximas en la literatura nacional (1952)
- Federico González Suárez (1952)
- Dotora Sancta Teresa (1962)
- Medardo Ángel Silva (1963)
- Rubén Darío (1967)
- Marietta de Veintemilla (1977)
- Montalvo (1982)
- Hombres y mujeres de América (1983)
- Cántigas al Hermano Miguel (1984)

### Ediciones de su obra
- Poesía y relato (1994)